# Staurastrum cingulum
Staurastrum cingulum là một loài Song tinh tảo trong họ Desmidiaceae, thuộc chi Staurastrum.